# Mikhail Nikolajevitj af Rusland
Mikhail Nikolajevitj af Rusland, (russisk: Михаил Николаевич, tr. Mikhail Nikolajevitj; født 13. oktober/25. oktober 1832 på på slottet i Peterhof, død 5. december/18. december 1909 i Cannes) var storfyrste og søn af Nikolaj 1. af Rusland og kejserinde Aleksandra Fjodorovna (født Charlotte af Preussen).

## Embeder
I 1862–1882 var Mikhail Nikolajevitj var generalguvernør over Georgien og resten af russisk Kaukasus. I denne periode boede familien i Tbilisi. I 1878 blev har udnævnt til generalfeltmarskal. Fra 1882 og frem til sin død i 1909 var han formand for det russiske statsråd.

## Ægteskab
Mikhail giftede sig i Sankt Petersborg den 28. august 1857 med prinsesse Cecilie af Baden (1839–1891), som antog det russiske navn Olga Fjodorovna. Hun var datter af storhertug Leopold af Baden og dennes hustru Sophie Vasa, som igen var datter af det afsatte svenske kongepar Gustav 4. Adolf af Sverige og Frederikke af Baden.

## Børn
- Nikolaj Mikhailovitj (1859-1919)
- Anastasija Mikhailovna (1860-1922), gift med Frederik Frans 3. af Mecklenburg-Schwerin, forældre til dronning Alexandrine af Danmark.
- Mikhail Mikhailovitj (1861-1929) gift morganatisk i 1891 med grevinde Sophie af Merenberg og de Torby.
- Georgij Mikhailovitj (1863-1919), gift med Maria af Grækenland og Danmark, datter til den danskfødte Georg 1. af Grækenland
- Aleksandr Mikhailovitj (1866-1933), gift med storfyrstinde Ksenija Aleksandrovna af Rusland, datter af Aleksandr 3. af Rusland og Dagmar af Danmark
- Sergej Mikhailovitj (1869-1918)
- Aleksej Mikhajlovitj (1875-1895), døde af tuberkulose